# ハンス・デーメルト
ハンス・ゲオルク・デーメルト（Hans Georg Dehmelt, 1922年9月9日 - 2017年3月7日）は、ドイツ出身のアメリカ人物理学者。イオントラップ法の開発者の一人で、ペニング・トラップを開発した。ヴォルフガング・パウルとともに1989年度のノーベル物理学賞を受賞した。

## 生涯
ゲルリッツ生まれ。10歳でベルリンのGymnasium zum Grauen Klosterに入学し、奨学金で学ぶ。1940年に同ギムナジウムを卒業した後はドイツ国防軍陸軍に志願する。1943年、軍からブレスラウ大学で物理学を学ぶことを命じられたため、ここで1年間勉強した後、バルジの戦いに従軍した。
1946年、アメリカ軍の捕虜収容所から解放され、ゲッティンゲン大学での研究に戻った。彼はここで、戦前の古いラジオを修理して物々交換することにより生計を立てていた。1948年に修士課程を修了し、1950年にゲッティンゲン大学より博士号を授与された。その後1952年にポスドク研究員としてデューク大学に招かれた。
1955年、ワシントン州シアトルのワシントン大学で助手になり、1958年に助教授に、1961年に教授に昇進した。2002年10月に退官した。
彼はイルムガルト・ラッソウ（Irmgard Lassow）と結婚をし、長男ゲルト（Gerd）をもうけたが離婚した。後に医師であるDiana Dundoreと再婚した。

## 受賞歴
- Davisson-Germer Prize　1970年
- ランフォード賞　1985年
- ノーベル物理学賞　1989年
- アメリカ国家科学賞　1995年